# Ingrid Diesen
Ingrid Elisabeth Diesen, född Westerberg den 4 januari 1918 i Sankt Matteus församling, Stockholms stad, död 29 december 2009 i Västerleds församling, Stockholms län, var en svensk politiker (moderat).
Ingrid Diesen var dotter till fabrikören Harald Westerberg (1885–1970, ej att förväxla med fabrikören Harald Westerberg som hade samma födelseår) och Gerda Månsson. Diesen avlade studentexamen 1937 och blev filosofie magister 1945. Hon blev 1954 ledamot av Stockholms stadsfullmäktige och var 1954–1958 ledamot av Brännkyrka kyrkofullmäktige. Hon var ledamot av Sveriges riksdags första kammare 1967–1969 (invald i Stockholms stads valkrets) och senare riksdagsledamot 1974–1979 (invald i Stockholms kommuns valkrets). Hon var statsrådsersättare åren 1979–1981.
Hon var gift från 1946 med överingenjör Anton Diesen (1916–1985) från Norge och de fick två barn tillsammans: Christian Diesen (1948–2021), professor, och Annika Diesen (född 1950), byrådirektör vid Stockholms universitet.
Ingrid Diesen är begravd på Nacka norra kyrkogård.